# Boucardicus fortistriatus
Boucardicus fortistriatus là một loài ốc đất liền thuộc họ Cyclophoridae.
Đây là loài đặc hữu của Madagascar, với môi trường sống là rừng khô nhiệt đới hoặc cận nhiệt đới.